# 59 Елпіс
59 Елпіс — астероїд головного поясу, відкритий 12 вересня 1860 року.
Тіссеранів параметр щодо Юпітера — 3,335.